# Сушков, Фёдор Филиппович
Фёдор Фили́ппович Сушко́в (25 декабря 1907, Никольское, Тамбовская губерния — 17 сентября 1991, Москва) — командир отделения 120-го стрелкового полка 69-й Краснознамённой Севской стрелковой дивизии 65-й армии Центрального фронта, старший сержант. Герой Советского Союза.

## Биография
Родился 12 декабря 1907 года в селе Никольское (ныне - Аннинского района Воронежской области) в крестьянской семье. 
Окончил курсы трактористов, работал трактористом в колхозе. После окончания Мичуринского сельскохозяйственного техникума работал агрономом в селе Жердевка Тамбовской области.

### Великая Отечественная война
В Рабоче-крестьянскую Красную армию был призван по одним данным 5 декабря 1941 года Жердевским райвоенкоматом Тамбовской области, по другим данным 25 декабря 1941 года Кореневским райвоенкоматом Курской обл. С 1942 года на Воронежском фронте, с 22 марта 1943 года на Центральном фронте. 
1 июня 1943 года командир отделения приданной 120-му стрелковому полку 69-й стрелковой дивизии 1-й отдельной штрафной роты 65-й армии Центрального фронта сержант Фёдор Сушков участвовал в освобождении населённого пункта Усожа, заменил командира взвода и принял командование на себя. 13 июня 1943 года приказом по 69-й стрелковой дивизии сержант Сушков был награждён орденом Красной Звезды.
С 13 октября 1943 года по 7 ноября 1943 года командовал отделением автоматчиков в том же полку. 15 октября 1943 года командир отделения автоматчиков 120-го стрелкового полка 69-й стрелковой дивизии 18-го стрелкового корпуса 65-й армии Центрального фронта старший сержант Фёдор Сушков в числе первых в полку форсировал реку Днепр в районе посёлка городского типа Радуль Репкинского района Черниговской области. В бою за расширение плацдарма в районе села Бывалки Лоевского района Гомельской области Сушков заменил выбывшего из строя командира взвода. Принял на себя командование взводом, пробился через три линии вражеской обороны, занял высоту, быстро и умело закрепился на рубеже. Успешно отразил три контратаки противника. Своими смелыми и решительными действиями облегчил возможность всей десантной группе закрепиться на достигнутом рубеже, тем самым способствуя дальнейшей переправе остальных подразделений полка. Командиром полка был представлен к награждению орденом Ленина, но командир дивизии 17 октября 1943 года повысил статус награды. 20 октября 1943 года Центральный фронт был переименован в Белорусский фронт, командование которого утвердило представление. Указом Президиума Верховного Совета СССР от 30 октября 1943 года за успешное форсирование реки Днепр, прочное закрепление плацдарма на западном берегу Днепра и проявленные при этом отвагу и героизм, старшему сержанту Фёдору Филипповичу Сушкову было присвоено звание Героя Советского Союза с вручением ордена Ленина и медали «Золотая Звезда».
1 февраля 1944 года в связи с полученными ранениями был демобилизован из армии. Вернулся на родину. Работал агрономом в Покрово-Марфинском, затем в Жердевском районе Тамбовской области. 

### Послевоенные годы
Член ВКП(б) с 1946 года. С 1970-х годов жил в Москве. До ухода на пенсию работал в тресте зелёного хозяйства города Москвы. Скончался 17 сентября 1991 года. Похоронен в Москве на Митинском кладбище.

## Награды
- Орден Красной Звезды (1943)[2]
- Звание Герой Советского Союза с вручением ордена Ленина и медали «Золотая Звезда» (1943)[1].
- Орден Отечественной войны 1-й степени (1985)[5]